# INFRUSET
Infruset  es el sexto álbum de estudio de la banda sueca Mando Diao, producido por Björn Olsson, y el primer álbum de la banda en su lengua materna sueca, publicado el 31 de octubre de 2012 en Suecia.
En 2011, con motivo del año centenario de la muerte del poeta sueco Gustaf Fröding (1860-1911), se le pidió a Gustaf Noré la posibilidad de plasmar uno de sus poemas a su música. La belleza y la honestidad de la poesía de Fröding, así como su forma excéntrica y angustiosa de la vida ha sido siempre de carácter atractivo para la banda.
La poesía de Fröding cuenta historias acerca de la belleza de la naturaleza, sobre el amor y los desafíos de la vida. Gustaf Noren y Dixgård Björn eligieron diez de sus poemas. La grabación del álbum se llevó a cabo en un antiguo granero que fue transformado en un estudio, y se terminó después de cinco días solamente.
Las canciones son baladas lentas y melancólicas. La banda está usando guitarras acústicas y el piano es usado como instrumento principal mientras que la batería, el bajo y las cuerdas proporcionan el fondo liso y suave. La atención se centra en las palabras de Froding, los instrumentos y las voces hacen hincapié en la melancolía de las letras.
Linnéa Dixgård, hermana de Björn Dixgård, colabora en el tema "Titania".
El 28 de octubre de 2012, la primera presentación pública de "Infruset" fue celebrada como un evento de cine con transmisiones en cines y teatros por Suecia, Alemania y Suiza. El estreno se componía de dos partes - una biografía de Gustaf Fröding y entrevistas con miembros de la banda, así como la presentación en vivo de las nuevas canciones.
"Infruset" se convirtió en un éxito inmediato en Suecia - una semana después del lanzamiento del álbum, fue número uno en los charts suecos y llegó a ser disco de oro. También es el primer álbum de la banda que entró en las listas noruegas.